# Nena (filme)
Nena é um filme de comédia dramática holandês-alemão de 2014. Dirigido por Saskia Diesing que foi premiado com o Bezerro de Ouro em 2014 de melhor diretor e melhor atriz. Foi indicado com uma Menção Especial na Berlinale de 2015. A estréia norte-americana do filme foi celebrada no Mill Valley Film Festival, em San Rafael, Califórnia, em 16 de outubro de 2015. Situado na Holanda em 1989, o filme é inspirado pelas próprias experiências de adolescência de Diesing, bem como a batalha do pai com a esclerose múltipla.

## Sinopse
Nena é uma adolescente obrigada a cuidar do pai, em reabilitação. O relacionamento com um atleta e o pai vão ensinar que amadurecer é uma batalha com muitas frentes. 

## Curiosidades
Nena é o primeiro filme de Saskia Diesing. A produção foi registrada em 2013 e considerada adequada para espectadores a partir dos 12 anos de idade. O filme foi filmado em Emden, Leer, Krummhörn, Jemgum, Aurich (Alemanha), Winschoten e Groningen (Holanda). A Nena é uma produção conjunta da KeyFilm (Amsterdã) e da Coin Film (Polônia).

## Elenco
| Ator/Atriz       | Personagem           |
| ---------------- | -------------------- |
| Abbey Hoes       | Nena                 |
| Gijs Blom        | Carlos               |
| Uwe Ochsenknecht | Martin (pai de Nena) |
| Monic Hendrickx  | Martha (mãe de Nena) |
| André Jung       | Paul                 |
| Magdalena Helmig | enfermeira           |
| Jelmer Ouwerkerk | apanhador            |